# Cerca de la Revolución
Cerca de la Revolución é uma canção do cantor de rock argentino Charly García. Foi lançada em 1984, juntamente com o álbum Piano Bar, do qual é a faixa N. 09.
É uma das mais influentes musicas da Argentina. Em Abril de 2006, ela foi considerada a maior canção de rock da Argentina.

## História
Charly García escreveu a canção no cenário político da queda da ditadura militar na Argentina (1976-1983), que deixava um terrível saldo de 30.000 desaparecidos e a Guerra das Malvinas (1982).
A democracia havia se instalado no dia 10 de dezembro de 1983 sob a presidência de Raúl Alfonsín, mas parecia fraca e ameaçada pelas injustiças militares e sociais exacerbadas durante a ditadura.
É baseado neste cenário político que o autor escreve a letra da canção.

## Músicos
- Charly García: Piano, Guitarra e Voz.
- Fito Páez: Teclados e Coros.
- Pablo Guyot: Guitarra.
- Willy Iturri: Bateria.
- Alfredo Toth: Baixo.

## Versões
- Na discografia de Fito Páez, ela esta presente no álbum ao vivo Mi vida con ellas, de 2004. Nesta versão, Charly García também participa.
- Mercedes Sosa também fez uma versão desta música, presente no álbum Alta fidelidad. Nesta versão, Charly García também participa.

## Prêmios
- 2005 - 6o Lugar na lista "Canção mais importante do rock argentino nos ultimos 40 anos" - Jornal "La Gaceta" - votação feita pelos eleitores[2]
- 2006 - Canção de rock mais importante da Argentina - site rock.com.ar[1]